# Malmerspach
Malmerspach é uma comuna francesa na região administrativa de Grande Leste, no departamento Alto Reno. Estende-se por uma área de 2,66 km². Em 2010 a comuna tinha 505 habitantes (densidade: 189,8 hab./km²).